# 卡爾達斯達賴尼亞

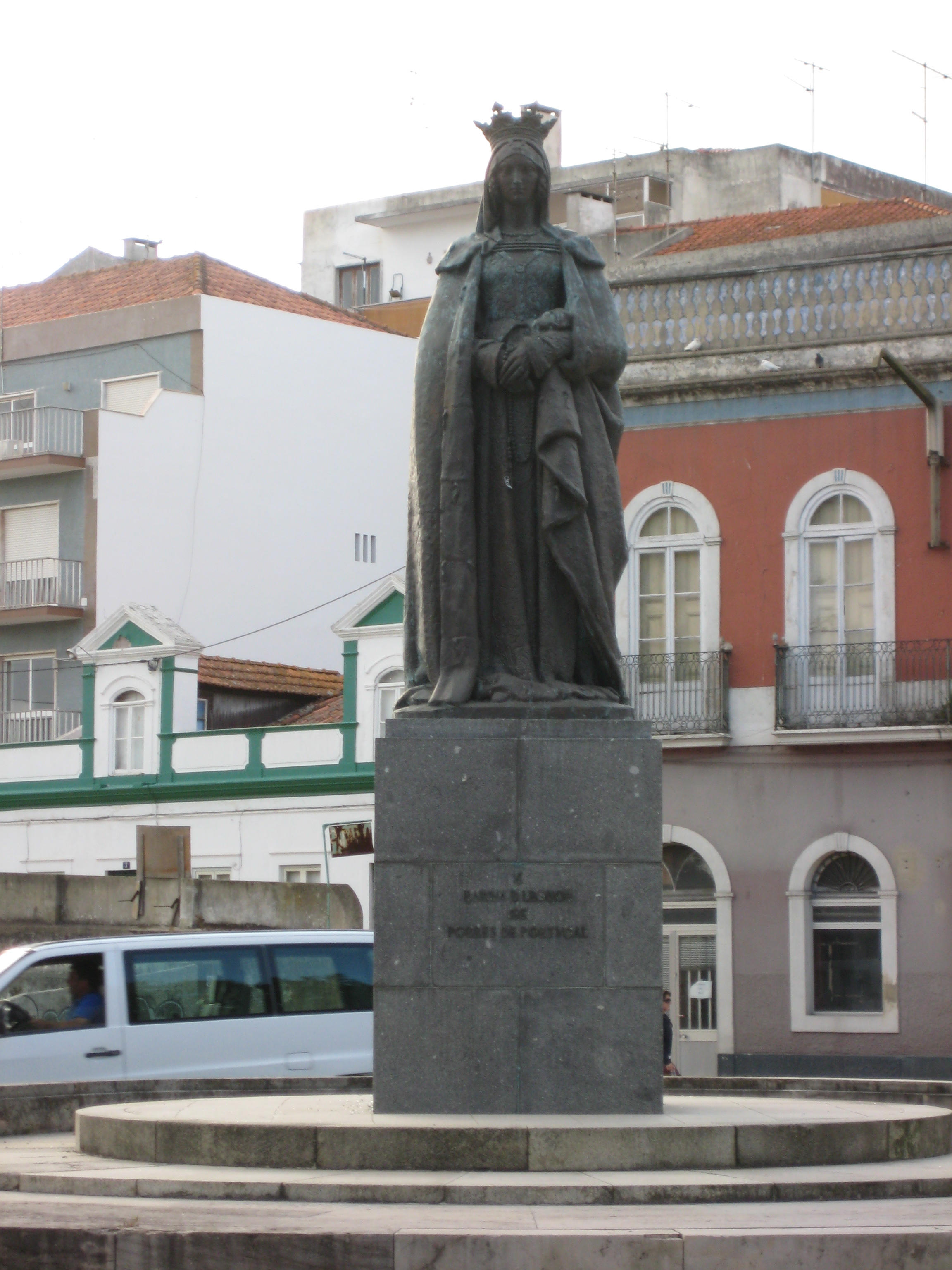

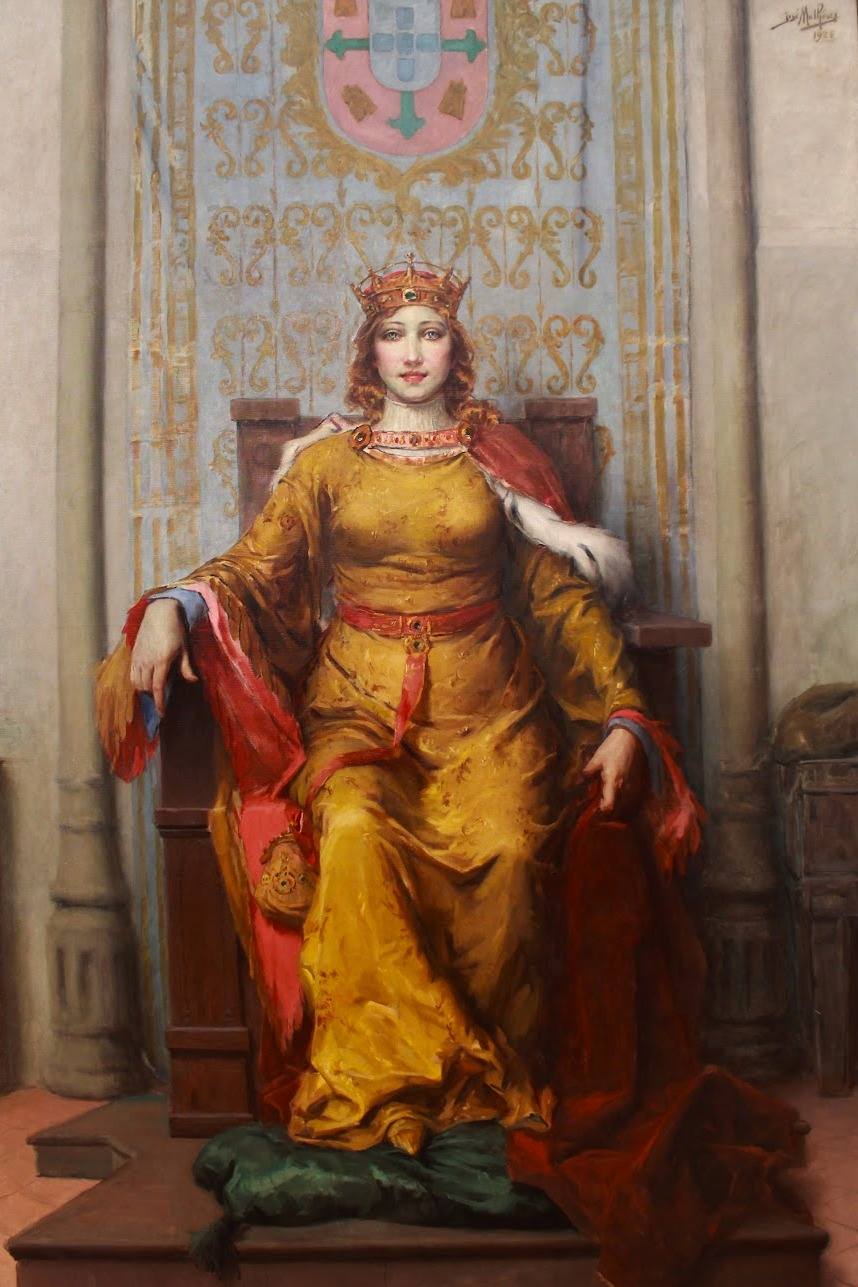

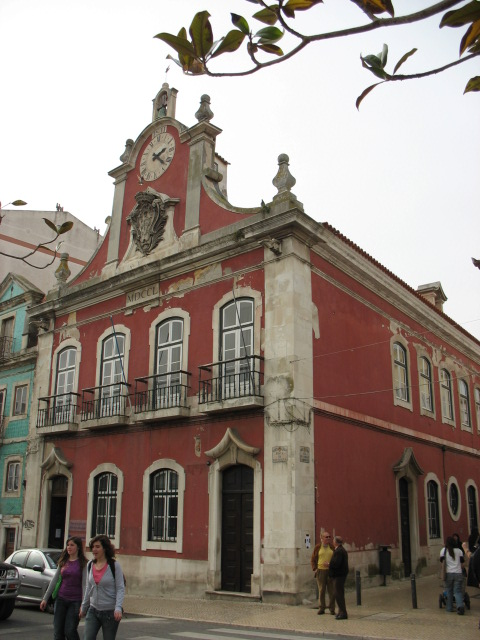

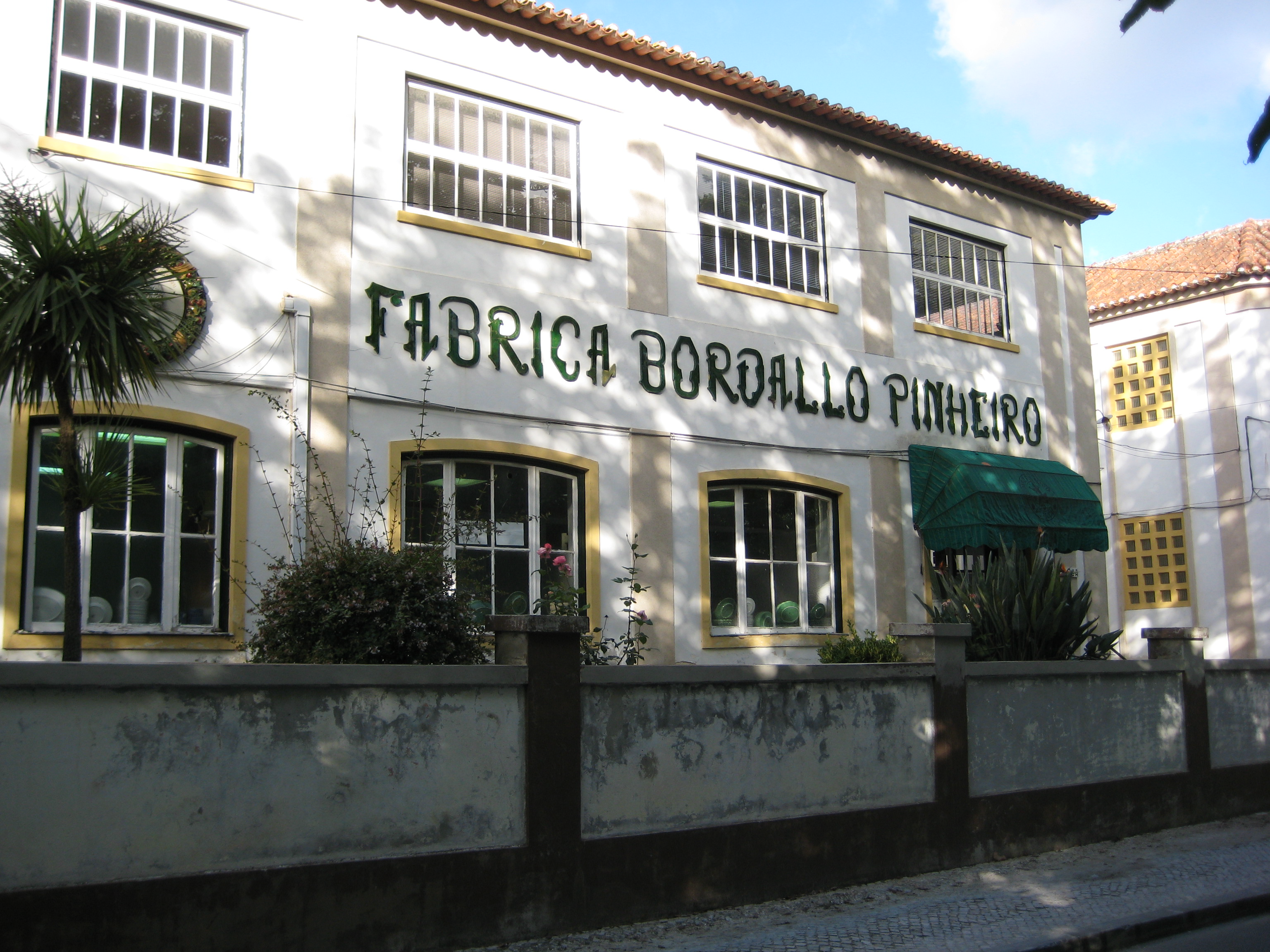

39°24′26″N 9°8′9″W / 39.40722°N 9.13583°W
卡爾達斯達賴尼亞（葡萄牙語：Caldas da Rainha），是葡萄牙的城鎮，位於該國中部，由萊里亞區負責管轄，始建於1511年，面積255.69平方公里，2011年人口51,729，人口密度每平方公里202.31人。

## 友好城市
- 法國 勒兰西